# Utricularia sect. Avesicaria
Utricularia sect. Avesicaria es una sección perteneciente al género Utricularia. La mayoría de las plantas de esta sección son endémicas de Centroamérica y Sudamérica a excepción de  Utricularia stanfieldii, que es endémica de África, y  Utricularia subulata que es casi pantropical.

## Especies
Utricularia flaccida

Utricularia neottioides

Utricularia nervosa

Utricularia nigrescens

Utricularia oliveriana

Utricularia physoceras

Utricularia pusilla

Utricularia stanfieldii

Utricularia subulata

Utricularia trichophylla

Utricularia triloba